# Rock Island Line
Rock Island Line è un brano musicale folk tradizionale statunitense, apparso sotto forma di spiritual nel 1929. La prima incisione discografica del pezzo, che apparentemente parla della Chicago, Rock Island and Pacific Railroad, si ebbe nel 1934 per mano di un gruppo di detenuti della prigione Cummins State Farm in Arkansas. Molti artisti l'hanno registrata in seguito, inclusi Lead Belly, Pete Seeger, Johnny Cash, e Lonnie Donegan (in una celebre versione skiffle).

## Il brano
La versione più antica conosciuta di Rock Island Line venne composta da Clarence Wilson nel 1929; Wilson era membro dei Rock Island Colored Booster Quartet, gruppo di cantanti costituito da dipendenti della ferrovia Chicago, Rock Island and Pacific Railroad del distaccamento di Little Rock, Arkansas. Il testo di questa versione varia in maniera significativa rispetto alle versioni successive registrate da altri artisti.
La prima registrazione audio della canzone ebbe luogo il 29 settembre 1929 ad opera del musicologo John A. Lomax nella prigione di Tucker, Arkansas. Lead Belly accompagnò Lomax nel carcere. Questa versione mantiene parte del testo del 1929, ma contiene anche elementi chiave delle versioni "classiche" successive. Una versione simile venne registrata da Lomax nell'ottobre 1934 alla prigione Cummins State Farm della Contea di Lincoln, Arkansas, nell'esecuzione da parte di un gruppo di detenuti guidati da Kelly Pace.
Nel 1964 fu pubblicato The Penguin Book of American Folk Songs, a cura di Alan Lomax, che introduce Rock Island Line con le seguenti note:

## Versione di Lonnie Donegan
La versione di Lonnie Donegan, pubblicata nel singolo Rock Island Line/John Henry alla fine del 1955 a nome "The Lonnie Donegan Skiffle Group", riscosse grande successo e diede inizio alla mania dello skiffle in Gran Bretagna. Questa particolare incisione vede Donegan a chitarra e voce, Chris Barber al contrabbasso, e Beryl Bryden al washboard ("tavola per il bucato"). Il disco in questione venne citato da numerosi musicisti successivamente famosi (John Lennon incluso) come catalizzatore del loro sviluppo musicale.